# Oliver Schenk
Oliver Schenk (* 14. srpna 1968 Dachau) je saský politik za CDU. V letech 2017 až 2024 zastával post vedoucího Saské státní kanceláře a zároveň funkci saského státního ministra pro spolkové a evropské záležitosti, respektive pro spolkové záležitosti a média. Od července 2024 je poslancem Evropského parlamentu.

## Život
Po absolvování střední školy vystudoval ekonomii na Vestfálské Vilémově univerzitě v Münsteru. Schenk poté pracoval v letech 1994–1999 na Saském státním ministerstvu pro životní prostředí a rozvoj venkova, od roku 1998 sloučeném ve Státní ministerstvo pro životní prostředí a zemědělství. V letech 1999–2002 působil nejprve jako autor projevů a poté vedoucí kanceláře Saského státního ministra financí. Poté pracoval v letech 2002–2005 jako vedoucí kanceláře saského předsedy vlády Georga Milbradta a během této doby také působil jako autor jeho projevů. V letech 2005–2009 byl vedoucím odboru Saského státního kancléřství. Když nastoupil do úřadu předsedy saské vlády Stanisław Tilich, Schenk přešel na Saské státní ministerstvo vnitra. Od roku 2010 působil jako vedoucí spolkového úřadu CDU v Berlíně, poté se v roce 2014 stal vedoucím Oddělení základních otázek zdravotní politiky a telematiky na Spolkovém ministerstvu zdravotnictví.
Oliver Schenk žije v Drážďanech a je ženatý.

## Politika
Dne 18. prosince 2017 jej nově zvolený saský předseda vlády Michael Kretschmer jmenoval Saským státním ministrem pro spolkové a evropské záležitosti a zároveň vedoucím Saské státní kanceláře ve své první vládě. V druhé Kretschmerově vládě, která byla jmenována 20. prosince 2019, ve svých funkcích pokračoval, přičemž došlo ke změně některých ministerských kompetencí a názvu resortu na Saské státní ministerstvo pro spolkové záležitosti a média. Na tuto funkci rezignoval k 15. červenci 2024. Důvodem bylo jeho zvolení poslancem Evropského parlamentu.